# Dodola (Indonésie)
Dodola est une île d'Indonésie de la province des Moluques du Nord. Administrativement, elle appartient au kabupaten de Morotai. L'île est inhabitée.
Dodola est constituée de deux parties : Dodola Besar ("grande Dodola") et Dodola Kecil ("petite Dodola"), reliées par une bande de sable blanc d'à peine 3 mètres de largeur à marée basse, et recouverte d'eau à marée haute.

## Tourisme
On peut y pratiquer la plongée sous-marine et le snorkelling.

## Transport
On peut se rendre à Dodola depuis Ternate puis le poet de Daruba à Morotai.
On peut aussi gagner l'île par Tobelo et Daruba.